# Marisa Davila
Marisa Davila, född den 24 april 1997, är en amerikansk skådespelare.
Davila har medverkat i ett flertal film- och TV-serieproduktioner. Hon har bland annat medverkar Liv och Maddie år 2016 och filmen Tournament år 2018. År 2022 spelade hon en av huvudrollerna i TV-serien Supergigantiska robotbrorsorna. År 2023 kommer hon att spela en av huvudpersonerna i TV-serien Grease: Rise of the Pink Ladies.

## Filmografi (i urval)
- 2016: Liv och Maddie
- 2018: Tournament
- 2022: Supergigantiska robotbrorsorna
- 2023: Grease: Rise of the Pink Ladies